# Tranzystor stopowo-dyfuzyjny
Tranzystor stopowo-dyfuzyjny – pierwszy rodzaj tranzystora bipolarnego, którego proces produkcyjny oparty jest na dyfuzji domieszek w półprzewodniku. Tranzystory wytworzone tą metodą mają jedynie znaczenie historyczne, ale sam proces dyfuzji znajduje szerokie zastosowane we współczesnych technologiach półprzewodnikowych.
Dyfuzję domieszek z fazy stałej i gazowej opracowano w Laboratoriach Bella odpowiednio w 1950 i 1954 roku. Praktycznie natychmiast zaczęto jej używać w procesach produkcyjnych.

## Wytwarzanie
Tranzystor stopowo-dyfuzyjny ma złącze emitera wykonane w postaci wtopionej metalowej kulki – podobnie jak tranzystor stopowy. W najczęściej spotykanych (i historyczne pierwszych) tranzystorach tej grupy tranzystorach z dyfundowaną bazą płytka półprzewodnika stanowi kolektor, a bazę wytwarza się wykorzystując dyfuzję domieszki.

## Właściwości i zastosowanie
Ze względu na cienki obszar bazy tranzystory stopowo-dyfuzyjne charakteryzowały się dużą częstotliwością graniczną od kilkudziesięciu do ponad stu MHz. Stosowano je w licznych aplikacjach wielkiej częstotliwości, niektóre typy osiągnęły dużą popularność i były produkowane w milionach egzemplarzy (na przykład seria OC170 Philipsa). Wyszły z użycia w latach 60. XX w. wyparte przez tranzystory mesa oraz planarne.
W Polsce w latach 60. XX w. wytwarzano w fabryce Tewa tranzystory stopowo-dyfuzyjne typu TG37-TG40, a następnie AF426-AF430. Znajdowały one szerokie zastosowanie w radioodbiornikach na zakresy fal długich, średnich i krótkich.